# Cut (album)
Az 1979-es Cut a The Slits debütáló nagylemeze. Bár megjelenésekor csak a Top 30-ba került be a brit albumlistán, 2004-ben az 58. helyre került az Observer A 100 legjobb brit album listáján. Szerepel továbbá az 1001 lemez, amit hallanod kell, mielőtt meghalsz című könyvben.

## Az album dalai
| 1. | Instant Hit         | Viv Albertine, Tessa Pollitt, Arianne Forster (Ari Up), Paloma Romero (Palmolive) | 2:43 |
| 2. | So Tough            | Albertine, Pollitt, Ari Up, Palmolive                                             | 2:41 |
| 3. | Spend, Spend, Spend | Albertine, Pollitt, Ari Up, Palmolive                                             | 3:18 |
| 4. | Shoplifting         | Albertine, Pollitt, Ari Up, Palmolive                                             | 1:39 |
| 5. | FM                  | Albertine, Pollitt, Ari Up, Palmolive                                             | 3:35 |

| 1. | Newtown                  | Albertine, Pollitt, Ari Up, Palmolive | 3:48 |
| 2. | Ping Pong Affair         | Albertine, Pollitt, Ari Up, Palmolive | 4:16 |
| 3. | Love und Romance         | Albertine, Pollitt, Ari Up, Palmolive | 2:27 |
| 4. | Typical Girls            | Albertine, Pollitt, Ari Up, Palmolive | 3:57 |
| 5. | Adventures Close to Home | Albertine, Pollitt, Ari Up, Palmolive | 3:28 |

## Közreműködők
- Ari Up – ének
- Viv Albertine – gitár
- Tessa Pollitt – basszusgitár
- Budgie – dob
- Dennis Bovell – hangeffektusok
- Pennie Smith – fényképek

## Fordítás
Ez a szócikk részben vagy egészben a Cut (The Slits album) című angol Wikipédia-szócikk ezen változatának fordításán alapul.  Az eredeti cikk szerkesztőit annak laptörténete sorolja fel. Ez a jelzés csupán a megfogalmazás eredetét és a szerzői jogokat jelzi, nem szolgál a cikkben szereplő információk forrásmegjelöléseként.